# 维克埃克桑普莱
维克埃克桑普莱（法語：Vicq-Exemplet，法語發音：[vik ɛɡzɑ̃plɛ]）是法国安德尔省的一个市镇，位于该省东南部，属于拉沙特尔区。

## 地理
维克埃克桑普莱（46°37'44"N, 2°8'28"E）面积38.74 平方千米，位于法国中央-卢瓦尔河谷大区安德尔省，该省份为法国中部省份，北起卢瓦-谢尔省，西北接安德尔-卢瓦尔省，西南接维埃纳省，南至克勒兹省和上维埃纳省，东临谢尔省。
与维克埃克桑普莱接壤的市镇（或旧市镇、城区）包括：贝德、沙托梅扬、迈索奈、勒宰、蒙勒维克、内雷、圣克里斯托夫-昂布什里、特韦圣瑞利安。

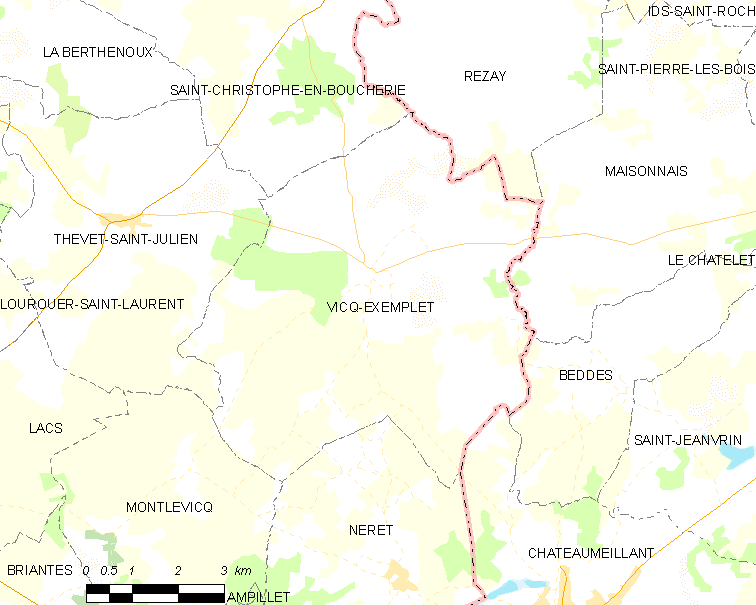
维克埃克桑普莱的OSM定位图

维克埃克桑普莱的时区为UTC+01:00、UTC+02:00（夏令时）。

## 行政
维克埃克桑普莱的邮政编码为36400，INSEE市镇编码为36236。

## 政治
维克埃克桑普莱所属的省级选区为拉沙特尔县。

## 人口

1962-2008年间维克埃克桑普莱人口变化图示

维克埃克桑普莱于2022年1月1日时的人口数量为321人。